# Echo (canción de Cyndi Lauper)
Echo fue un sencillo radial de la cantante Cyndi Lauper para su álbum Bring Ya to The Brink. 
La canción fue rescata, junto a Lay Me Down, por la crítica especializada como una de las mejores canciones del álbum. Christian John Wikane de PopMatters dijo: "Lauper crea un buen gancho musical y el estribillo de "Echo" se aferra a la memoria del oyente mucho tiempo después que el disco termina (...) Aunque un poco escondido en la mezcla, es una emoción que dura poco".
"Echo" fue presentado en la serie Gossip Girl, en el episodio "Bonfire of the Vanity". La canción fue interpretada en la gira Bring Ya to the Brink Tour. El sencillo fue confirmado en su momento por la estación de radio 92.7FM de San Francisco, Estados Unidos. 
Cuando se estaba grabando el vídeo de Girls Just Wanna Set Your Heart, la cantante publicó en su Twitter una imagen del vídeo sin decir de qué canción sería el vídeo, y muchas conjeturas indicaban que sería para el cuarto sencillo de álbum, Echo; finalmente no se grabó ningún vídeo.